# Plaza de toros de La Línea de la Concepción
La plaza de toros de La Línea de la Concepción o Plaza El Arenal (Provincia de Cádiz, España) constituye un notable ejemplo del auge de la tauromaquia en el siglo XIX. Construida en 1883, pocos años después de la segregación del municipio linense de San Roque (1870), se encuadra en la tipología de las plazas de toros andaluzas. La importancia del inmueble viene dada tanto por la longitud del diámetro de su coso, con 59 metros, como por la fuerte personalidad que imprime al ámbito urbano en que se sitúa, constituyendo un hito en la trama urbana de la ciudad. Hay que destacar también la singular geometría del coso, un polígono regular de 49 lados, lo que comporta, además de posibles simbolismos, un replanteo y ejecución de la obra particularmente inusuales y complejos. Es la única plaza de toros que ha llegado hasta nosotros que es un polígono regular con un número impar de lados.[cita requerida]

## Descripción
La plaza tiene una superficie de 5.360 metros cuadrados y fue construida en el lugar de la antigua plaza del Arenal.
En cuanto a las dimensiones de la plaza, el diámetro de la circunferencia, en la que se inscribe el polígono regular que la constituye en planta, es de 83 metros de longitud, si bien el diámetro interior a los tendidos, que delimita el callejón y el ruedo, es de 59 metros, siendo, por tanto, uno de los mayores de España. Los tendidos ocupan, en consecuencia, una longitud de 12 metros en planta, divididos a su vez en una crujía interior de 7 metros, y otra exterior de 5. Consta de 49 ochavas o chaflanes y once puertas.
Una serie de crujías de mampostería dispuestas radialmente soportan las gradas de hormigón, apoyadas sobre las antiguas de piedra y con capacidad para siete mil espectadores. Los muros radiales se abren mediante arcos peraltados para permitir la comunicación entre los distintos trapecios que forman las cuadras y posibilitar su acceso desde el callejón abovedado que las une con el ruedo. Los asientos del primer cuerpo están cubiertos de losas de piedra labrada de las canteras de Sierra Carbonera, el segundo cuerpo posee ocho palcos con capacidad para dieciséis personas cada uno, un palco presidencial y los asientos del balconcillo y galería.
El tratamiento de las ochavas de la fachada exterior de la plaza, donde se marcan las aristas del prisma con pilastras, y las caras del mismo, se caracteriza por el resalte de una portada recercada, con arco rebajado. Mediante este dispositivo formal se consigue una lectura continua del inmueble. La puerta de entrada, cubierta con bóveda de medio punto, se sitúa enfrente del palco presidencial.
El eje de sol y sombra, hecho a base de verjas, es el único elemento que rompe con la regularidad espacial de las 49 ochavas de fábrica que constituyen los distintos tramos de la grada baja y galería alta (esta última demolida hace tres décadas) y que conformaron los tendidos y la andanada superior.
La imagen simplificada de pilastras y arcos rebajados como extrema depuración de corte neoclásico, de base academicista, convive con los acentos más populares de los antiguos soportes leñosos de la andanada y de la plasticidad de detalles como los sistemas de abovedamiento en la zona de chiqueros o presidencia, o las arquerías de las cuadras. Todo lo cual refuerza una idea de plaza proyectada sobre una impronta sobria y eficaz en su figuración, para su importante escala.

## Historia
El Ayuntamiento dio permiso para que se elabore la petición ese mismo año de 1880, convirtiéndose en una empresa de gran envergadura y el coso va tomando fisonomía durante tres años. En su construcción se usaron piedras, ladrillos, hierro y madera, consta de 49 lados, 11 puertas de acceso desde la calle, dividido en 2 cuerpos, el 1.º con capacidad de 3500 personas y el 2.º para 2000 personas, 8 palcos para 16 personas cada uno, 1 palco presidencial y un tejado a dos aguas.
Por fin en 1883 el edificio fue terminado y listo para albergar a sus 6.000 espectadores teniendo en cuenta que por aquellos días el municipio tenía una población de 5.000 aproximadamente.
Lejano queda ya aquel 20 de mayo de 1883, en que dicha plaza fuera inaugurada por los diestros: el Gordito, Frascuelo y el Marinero, asistiendo espectadores de todo el Campo de Gibraltar, Jerez de la Frontera, El Puerto de Santa María, Málaga, Córdoba, Sevilla y Madrid, y presidida por las altas autoridades militares y civiles de La Línea de la Concepción y Gibraltar.
Y un sinfín de espectáculos han sido celebrados como la lucha entre un león denominado Daniel y un toro en 1887, la ascensión del globo de los Hermanos Montgolfier en 1894 (el Ville de Lyon), etc.
En 2019, se reanudaron las obras de rehabilitación de la plaza de toros paralizadas en 2009.